# Led o, Herre Gud allsmäktig
Led o, Herre Gud allsmäktig är en psalmtext från engelskan, vars originaltext författades av William Williams.
Psalmen har tre verser och bibelverser den kan kombineras med vid gudstjänst är Johannesevangeliet 6:48-51. En översättning har gjorts av Georg Holm

## Publicerad i
- Metodistkyrkans psalmbok 1896 nr 86 under rubriken "Guds försyn och ledning"
- Kristus vandrar bland oss än 1965, som nr 5 med titeln "Bröd från himlen".